# دینا دابلون
دینا دابلون (متولد ۱۹۵۳) مدرس ارشد مدرسه اقتصاد هاروارد که عضو کنونی هیئت مدیره مایکروسافت، اکسنچر، و پپسی‌کو است.